# Daan-Viljoen-Wildpark
Der Daan-Viljoen-Wildpark (englisch Daan Viljoen Game Park) ist ein 39,53 Quadratkilometer großes Naturschutzgebiet in Namibia an der Hauptstraße C28 etwa 24 Kilometer westlich von Windhoek. Das Gebiet wird von der IUCN als Nationalpark geführt. In ihm liegt der Augeigas-Damm.
Der Daan-Viljoen-Wildpark besteht seit 1962 und wurde nach dem Politiker Daniel du Plessis Viljoen benannt. Er erstreckt sich über einen Teil des Khomashochlandes mit zahlreichen steilen Bergen, Tälern, Hochland-Savannen und Dornbüschen. Der Park ist reich an einer diversen Avifauna und an Wirbeltieren kommen u. a. Großer Kudu, Oryx, Streifengnu und Bergzebra vor.
Es bestehen mehrere Wanderwege und ein Rundfahrweg für Fahrzeuge. Der Park ist touristisch erschlossen.